# Almindelig lungeurt
Almindelig lungeurt (Pulmonaria obscura) er en 10-30 cm høj urt, der i Danmark vokser almindeligt på muldbund i skove.

## Beskrivelse
Almindelig lungeurt danner en roset af grundstillede, æg- til hjerteformede blade. Både disse og de spredtstillede, elliptiske stængelblade er ensfarvet grønne (eller undertiden svagt plettede) og blødhårede blade og med hel rand.
Blomstringen sker i april-maj. Blomsterne er samlet i endestillede stande med nogle få, tragtformede, først rødlige og senere blåviolette kroner. Delfrugterne har olierigt vedhæng (se myrelegeme).
Rodnettet består af krybende jordstængler, som bærer tykke trævlerødder.
Højde x bredde og årlig tilvækst: 0,30 x 1 m (30 x 20 cm/år).

## Voksested
Planten findes i skove på muldbund og er almindelig på Øerne og i Østjylland, men sjælden i det øvrige Jylland. Den er en forårsplante i løvskove.
Ved Giber Åen findes den sammen med bl.a. alm. bingelurt, alm. mangeløv, dagpragtstjerne, gul anemone, skavgræs, skovgaltetand, skovmærke, stor fladstjerne og stor konval.

## Anvendelse
Ifølge Retzius har planten været anvendt som grøntsag og han skriver at "I grønkål lader den sig spise, og nogle steder indbager man den i pandekager".

## Etymologi
Artsnavnet obscura betyder mørk. Slægtsnavnet hentyder til at man tidligere anså planten for virksom mod lungesygdomme.

## Billeder
- Almindelig lungeurt
- Almindelig lungeurt
- Almindelig lungeurt

| Portal | Portal:Botanik |

## Note
1. ↑  Egne iagttagelser. Sten Porse
2. ↑  Försök til en Flora Oeconomica Sveciæ af A. J. Retzius (1806)